# Giorgi Zantaraia
Giorgi Zantaraia, gruzínsky გიორგი ზანთარაია, ukrajinsky Георгій Зантарая (Heorhij Zantaraja), * 21. října 1987 v Gali, Sovětský svaz, je ukrajinský zápasník-judista gruzínského (megrelského) původu.

## Sportovní kariéra
Pochází ze separatistického území Abcházie, které jeho rodina opustila v roce 1992 kvůli občanské válce. Azyl jeho rodině poskytla Ukrajina, kde jeho otec v mládí studoval na vysoké škole. S judem v 10 letech začínal na základní škole v Kyjevě. Jeho osobním trenérem je Vitalij Dubrova. Mezi seniory se objevil poprvé v roce 2006 v superlehké váze. V roce 2008 prohrál nominaci na olympijské hry v Pekingu s Maksymem Korotunem.
V roce 2009 získal pro Ukrajinu první titul mistra světa a v roce 2012 se odjížděl jak jeden z favoritů na olympijské hry v Londýně. V úvodním kole se utkal s Italem Elio Verdem a po vyrovnaném průběhu mu podlehl v prodloužení na šido za pasivitu. Od roku 2013 přestoupil do vyšší pololehké váhy, ve které plynule navázal na své dřívější úspěchy. V roce 2016 se kvalifikoval na olympijské hry v Riu, ale zopakoval vystoupení z předchozích her a nezvládl úvodní kolo proti Sergiu Oleinicovi z Portugalska.
Giorgi Zantaraia je levoruký judista s mimořádným pohybovým rozsahem, jeho osobní technikou je curi-komi-goši, uči-mata, ko-soto-gake.

### Vítězství
- 2009 – 1× světový pohár (Abú Zabí)
- 2010 – 1× světový pohár (Düsseldorf)
- 2011 – 1× světový pohár (Čching-tao)
- 2013 – 2× světový pohár (Varšava, Samsun)
- 2015 – 1× světový pohár (Záhřeb), turnaj mistrů (Rabat)
- 2016 – 1× světový pohár (Madrid)

## Výsledky
| Olympijské hry     |    |   | —   |     |     |     | —   |    |    |    | úč. |     |    |     | úč. |    |     |    |  |  |  |  |  |  |  |  |  |  |
| Mistrovství světa  |    | — |     | —   |     | úč. |     | 1. | 2. | 3. |     | 3.  | 3. | úč. |     | 5. | 3.  |    |  |  |  |  |  |  |  |  |  |  |
| Evropské hry       |    |   |     |     |     |     |     |    |    |    |     |     |    | 7.  |     |    |     | 1. |  |  |  |  |  |  |  |  |  |  |
| Mistrovství Evropy | —  | — | —   | —   | úč. | —   | úč. | 2. | 7. | 1. | 5.  | úč. | 5. | 7.  | —   | 1. | úč. | 1. |  |  |  |  |  |  |  |  |  |  |
| ME do 23 let       | —  | — | —   | —   | —   | 3.  | 3.  | —  |    |    |     |     |    |     |     |    |     |    |  |  |  |  |  |  |  |  |  |  |
| MS juniorů         | —  |   | úč. |     | úč. |     |     |    |    |    |     |     |    |     |     |    |     |    |  |  |  |  |  |  |  |  |  |  |
| ME juniorů         | —  | — | —   | úč. | 1.  |     |     |    |    |    |     |     |    |     |     |    |     |    |  |  |  |  |  |  |  |  |  |  |
| ME dorostenců      | 5. | — |     |     |     |     |     |    |    |    |     |     |    |     |     |    |     |    |  |  |  |  |  |  |  |  |  |  |